# Touch Pancharong
Touch Pancharong (5 marzo 1990) è un calciatore cambogiano, di ruolo difensore.